# Horisme lucillata
Horisme lucillata là một loài bướm đêm trong họ Geometridae.